# Antaravalli, Ranibennur
Antaravalli là một làng thuộc tehsil Ranibennur, huyện Haveri, bang Karnataka, Ấn Độ.